# 贝当库尔圣旺
贝当库尔圣旺（法語：Bettencourt-Saint-Ouen）是法国皮卡第大区索姆省的一个市镇，属于亚眠区皮基尼县。该市镇2009年时的人口为619人。

## 人口
贝当库尔圣旺人口变化图示
| 数据来源：INSEE |